# ديميتريوس الأول البختري
ديميتريوس الأول البختري هو رابع الملوك الإغريق البختريين، والذي خلف أباه الملك البختري إيوثيديموس الأول. حكم في الفترة بين سنتي 200-180 قبل الميلاد.
ولد حوالي سنة 222 قبل الميلاد وتوفي حوالي سنة 167 قبل الميلاد في بختريا؛ وخلفه بنتاليون.